# Пикеринг, Томас
Томас Пикеринг (англ. Thomas Reeve Pickering; род. 5 ноября 1931) — американский дипломат.
Занимал посты посла США в Иордании (1974—1978), Нигерии (1981—1983), Сальвадоре (1983—1985), Израиле (1985—1988), Индии (1992—1993) и России (1993—1996). В 1989—1992 годах занимал пост представителя США при ООН. Был помощником госсекретаря США по политическим вопросам (заместителем госсекретаря по политическим вопросам) в 1997—2000 годах.